# Jan Walc
Jan Walc, né le 22 septembre 1948 à Varsovie et mort le 10 février 1993 dans la même ville, est un historien de la littérature, critique littéraire, journaliste, auteur de reportages, essais littéraires et analyste politique polonais.
Collaborateur du Komitet Obrony Robotników (KOR, « Comité de Défense des Ouvriers »), il est l'un des dirigeants de la plus grande maison d'édition clandestine de l'époque en Pologne Niezależna Oficyna Wydawnicza NOW-a  - (l'Officine d'Édition Indépendante).
Il collabore à plusieurs revues officielles (Polityka, Kultura, Literatura na świecie, Współczesność, Życie Warszawy et Wokanda) et clandestines (Głos, Krytyka, Biuletyn Informacyjny, Kultura Niezależna, Puls, Przegląd Wiadomości Agencyjnych, Zapis. Il est également l'auteur d'études consacrées à l'œuvre de Tadeusz Konwicki et Adam Mickiewicz.

## Biographie
Jan Walc est né dans une famille de médecins, il est le fils de Maria Róża Nowotna-Walcowa et de Jan Stanisław Walc.
Durant ses études de lettres à l'Université de Varsovie, il s'engagea d'abord dans les travaux d'un théâtre contestataire (Studencki Teatr « Sigma »), puis devint un membre du Comité général universitaire de grève en 1968. Il fut arrêté pour trois mois en mars 1968.
Tant les mouvements de Mars 1968 en Pologne que les personnes rencontrées à cette époque, notamment du milieu de « Les Commandos », ont exercé une grande influence sur ses futurs choix et  ses engagements. Après avoir été libéré de prison en juin 1968, il vivait sous une permanente surveillance, ne pouvant trouver d'emploi stable ni intégrer l'École doctorale de l'Académie polonaise des Sciences en raison des interventions  de la police politique.
Multipliant les collaborations en tant que critique littéraire dans des revues telles que Kultura, Literatura, Literatura na świecie et Polityka, il devint dans les années 1970 un auteur reconnu et reconnaissable dans la presse culturelle et politique, en raison d'une grande liberté d'opinion et d'un style personnel souvent empreint d'humour.
À partir de 1976, il fut un des collaborateurs  du KOR « Comité de Défense des Ouvriers », notamment en tant qu'un des fondateurs de son Bureau d'Interventions - dans ce cadre il a également écrit plusieurs articles concernant les manquements au respect des droits de l'homme. À cette époque, confronté à l'interdiction d’édition officielle, il avait d'abord publié dans la presse clandestine sous des pseudonymes, puis dès 1978, il signa ses articles de son propre nom. Il a été membre de comité rédactionnel des revues : Biuletyn Informacyjny (1976-81) Głos (1977-79) Krytyka (1978-82) et Puls, et a également collaboré avec la rédaction de Zapis.
Il travaillait également en tant qu'ouvrier-imprimeur pour le compte de Niezależna Oficyna Wydawnicza NOW-a depuis 1978.
Durant la même période – en tant que membre de Towarzystwo Kursów Naukowych (TKN, Société de Cours Scientifiques) –, il assurait des cours de littérature contemporaine polonaise dans le cadre des cours clandestins de l'Université volante. Actif au sein du Bureau des Interventions du KOR, il recensait les cas de non-respect des droits de l'homme et participait à l'aide aux victimes. En janvier 1980, il devint membre de la  Commission de Helsinki pour la Pologne et fut un des coauteurs du "Rapporrt de Madrid" .
En 1981, il a pu intégrer le département de littérature contemporaine au sein de l'Académie polonaise des sciences. Durant  l'état de siège, il fut interné le 13 décembre 1981 d'abord dans la prison de Białołęka, puis à Jaworze. Libéré pour raisons de santé, il continua sa collaboration avec l'édition clandestine devenant un des membres de la Fondation NOW-a. Il fut membre des rédactions des revues clandestines : Niezależność, Kultura Niezależna (1984-1991) i Przegląd Wydarzeń Agencyjnych (1982-1986) i Krytyka (1978-1982).
Une bourse obtenue en 1986 à l'Université de Harvard lui a permis de terminer son livre sur  Adam Mickiewicz. Durant la même période, il fut licencié pour des raisons politiques de son poste à l'Académie  polonaise des sciences, puis réintégré dans le même emploi en 1989.
À partir de 1990, il collabora avec Tygodnik Kulturalny, Wokanda, et Życie Warszawy (1991-1993) où il tenait une rubrique politique régulière. Il animait également une émission de télévision Czytane inaczej (« Lu autrement ») dans le programme II de la télévision polonaise.
Il utilise les pseudonymes suivants : Jan Biuletyn, Jan Woreczko, Jan Przywilej, Jerzy Niewiadomski, Lew Laicki, Zbigniew Rożnowski, Cyprian Kamil Biuletyn, X. Ignacy Biuletyn, Zoil, J.W.
Il est décédé le 10 février 1993 à Varsovie.

## Prix
- prix de la Fondation POLCUL – 1984
- prix Andrzej Kijowski – Varsovie, 1990

## Distinctions
- Chevalier de l'Ordre National Polonia Restituta

## Publications
Plus de 300 articles : reportages, critiques, interview, études littéraires publiées dans les revues officielles et clandestines.

## Rapports, travaux collectifs relatifs aux droits de l'homme
- Dokumenty Bezprawia. Biała Księga. Opracował Komitet Samoobrony Społecznej “KOR" na podstawie materiałów Biura Interwencyjnego. Wyd. NOW-a, Warszawa 1978.
- Raport Madrycki. O przestrzeganiu praw człowieka i obywatela w Polsce. Dokument liczący 265 s. Wydawnictwo im. Konstytucji 3 Maja, Instytut Literacki w Paryżu, 1980